# Tetlepanquetzalt
Tetlepanquetzalt är en ort i Mexiko.   Den ligger i kommunen Tenochtitlán och delstaten Veracruz, i den sydöstra delen av landet, 230 km öster om huvudstaden Mexico City. Tetlepanquetzalt ligger 682 meter över havet och antalet invånare är 106.
Terrängen runt Tetlepanquetzalt är huvudsakligen kuperad, men åt sydväst är den bergig. Runt Tetlepanquetzalt är det ganska tätbefolkat, med 124 invånare per kvadratkilometer. Närmaste större samhälle är Misantla, 10,8 km nordost om Tetlepanquetzalt. Omgivningarna runt Tetlepanquetzalt är en mosaik av jordbruksmark och naturlig växtlighet.